# 烏克蘭國家德比
烏克蘭國家德比是指基輔迪納摩和頓內次克礦工兩家球隊的比賽。兩家球隊都是烏克蘭國內足壇的頂尖強隊。在蘇聯時期，基輔迪納摩是蘇聯國內足球強隊，而頓涅茨克則實力相對較弱。在烏克蘭獨立之後，頓涅茨克礦工由於獲得注資，發展為實力和基輔迪納摩相當的勁旅。兩隊在烏克蘭足球超級聯賽的對戰是基輔迪納摩24勝，頓涅茨克礦工17勝，另有12場是平局。

## 外部連結
- FC Shakhtar Donetsk official site
- FC Dynamo Kyiv official site （页面存档备份，存于）